# Wildschutzgebiet Jomotshangkha
Das Wildschutzgebiet Jomotshangkha oder Jomotshangkha Wildlife Sanctuary liegt im Südosten Bhutans im Distrikt Samdrup Jongkhar. Der ursprüngliche Name war Wildschutzgebiet Khaling (Khaling Wildlife Sanctuary).

## Geographie

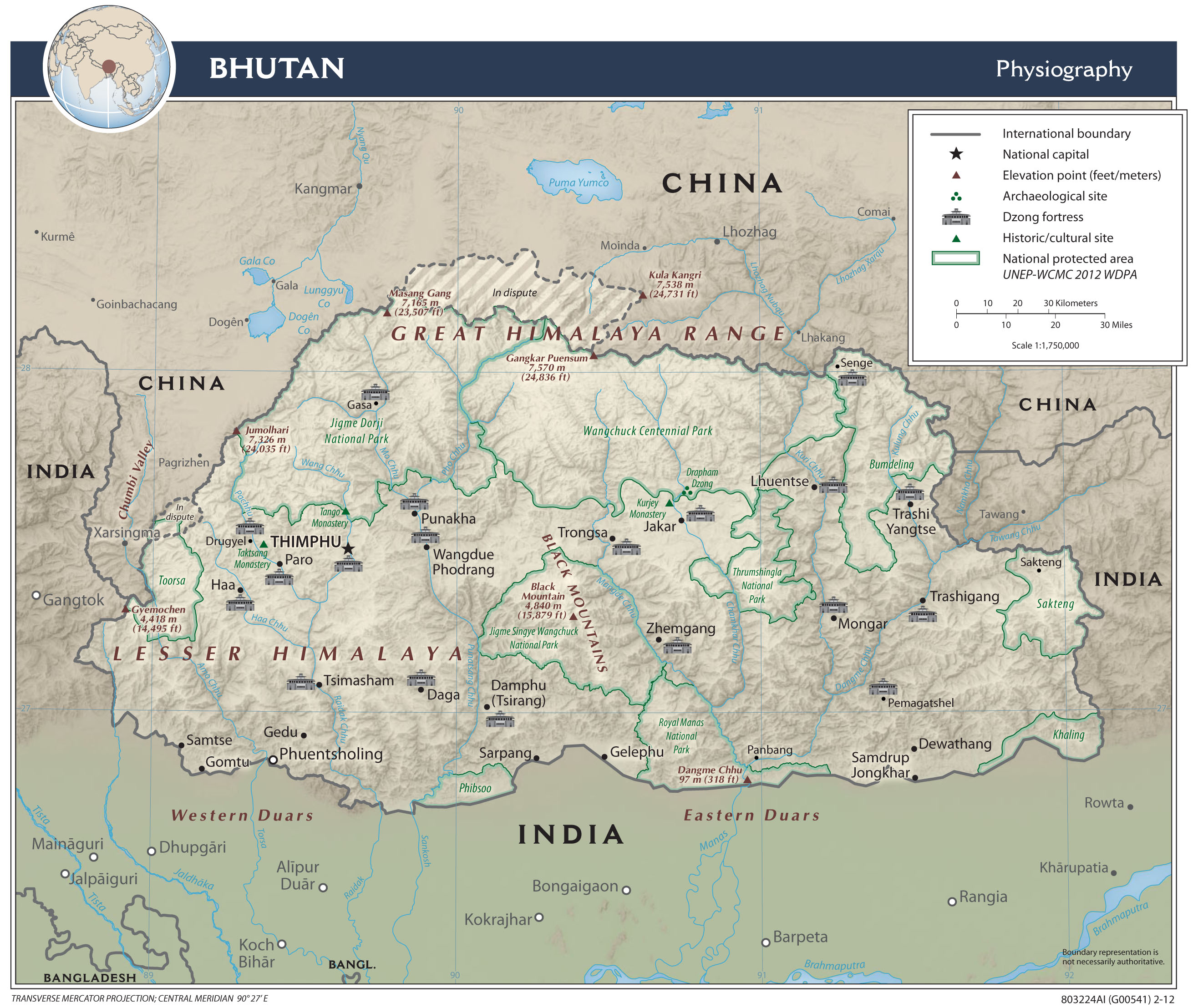
Karte der wichtigsten Naturschutzgebiete in Bhutan

Das Wildschutzgebiet liegt im Südosten Bhutans direkt an der Grenze zum indischen Bundesstaat Assam und dem dort gelegenen Khaling Reserve. Westlich verläuft der Nyera Ama Chhu und nördlich liegen die Gewogs Martshala und Lauri. Das Wildschutzgebiet hat eine Fläche von 362,49 km² und liegt auf einer Höhe zwischen 400 und 2200 Metern.

## Flora und Fauna
An Vegetationstypen finden sich im Wildschutzgebiet Jomotshangkha immergrüne Laubwälder in den Hügeln und Bergen, semi-immergrüner Regenwald und Grasland.
Zu den im Wildschutzgebiet vorkommenden Säugetieren zählen Asiatische Elefanten und Gaure, sowie die stark gefährdeten Arten Zwergwildschwein und Borstenkaninchen. Das Gebiet ist zudem von BirdLife International als Important Bird Area ausgewiesen und ein Verbreitungsgebiet des Nepalhornvogels und des Rotbrustwaldrebhuhns.